# Pedro Martínez de Osma
Pedro Martínez de Osma o Pedro de Osma (Osma, ¿1427?- Alba de Tormes, 1480) fue un teólogo español.

## Biografía
Estudió en el Colegio Mayor de San Bartolomé, perteneciente a la Universidad de Salamanca, donde posteriormente fue profesor de filosofía desde 1444. Allí tuvo como alumno a Antonio de Nebrija, quien llegó a afirmar de él que «era el español más sabio de su tiempo después del Tostado».
En 1478-79 fue sometido a un proceso por la inquisición española. El juez, un sacerdote dominico llamado Juan de Epila, mandó quemar todos los ejemplares de la obra De confessione. Otros varios teólogos se dedicaron a refutar sus supuestas herejías o doctrinas sospechosas. El arzobispo de Toledo, Alfonso Carrillo, lo convocó a Alcalá para discutir sus herejías. Como él no se presentó, dado que ya se encontraba bastante enfermo, fueron condenadas nueve tesis tomadas de sus obras. Por ejemplo, afirmaba que la contrición bastaba para el perdón de los pecados mortales y que solo se podía dar la absolución sacramental tras cumplir la penitencia. También negaba validez a las indulgencias. Junto con su obra, se quiso también quemar su cátedra pero los demás profesores de la universidad se opusieron. Pedro de Osma fue expulsado de Salamanca y no se le permitió volver durante un año, aunque al concluir ese período no solo podría volver sino que recuperaría la cátedra y sus beneficios. La sentencia, poco severa, se debió a la buena disposición de Pedro de Osma y a que no se encontraron errores en el resto de sus obras. 
Hizo penitencia pública y abjuró también públicamente de sus errores. Sin embargo, antes de cumplirse el año falleció, el 16 de abril de 1480.

## Obras
- In libros Ethicorum
- Compendio sobre los seis libros de la Metaphysica (se entiende la de Aristóteles)
- De confessione
- Tractatus sive libellus quidam in quo demostratur musicam ecclesiasticam non omnino coartari sub documentis a Boecio traditis et praepositum